# Condes (Haute-Marne)
Condes település Franciaországban, Haute-Marne megyében. Lakosainak száma 293 fő (2022. január 1.). Condes Chaumont, Jonchery, Treix, Brethenay és Thoirette-Coisia községekkel határos.

## Népesség
A település népességének változása:
| Lakosok száma | 237  | 293  | 325  | 271  | 312  | 309  | 304  | 298  | 295  | 293  |
|               | 1968 | 1982 | 1990 | 2006 | 2013 | 2015 | 2017 | 2019 | 2020 | 2022 |